# Rallye Italien 2024
Die 21. Rallye Italien (offiziell Rally Italia Sardegna) war der 6. Lauf zur FIA-Rallye-Weltmeisterschaft 2024. Sie dauerte vom 30. Mai bis zum 2. Juni und es wurden insgesamt 16 Wertungsprüfungen (WP) gefahren.

## Meldeliste
| Nr.                  | Fahrer               | Co-Pilot                   | Auto                   |
| -------------------- | -------------------- | -------------------------- | ---------------------- |
| WRC-Klasse (Rally1)  |                      |                            |                        |
| 6                    | Dani Sordo           | Cándido Carrera            | Hyundai i20 N Rally1   |
| 8                    | Ott Tänak            | Martin Järveoja            | Hyundai i20 N Rally1   |
| 11                   | Thierry Neuville     | Martijn Wydaeghe           | Hyundai i20 N Rally1   |
| 13                   | Grégoire Munster     | Louis Louka                | Ford Puma Rally1       |
| 16                   | Adrien Fourmaux      | Alexandre Coria            | Ford Puma Rally1       |
| 17                   | Sébastien Ogier      | Vincent Landais            | Toyota GR Yaris Rally1 |
| 18                   | Takamoto Katsuta     | Aaron Johnston             | Toyota GR Yaris Rally1 |
| 33                   | Elfyn Evans          | Scott Martin               | Toyota GR Yaris Rally1 |
| WRC2-Klasse (Rally2) |                      |                            |                        |
| 20                   | Yohan Rossel         | Benjamin Boulloud          | Citroën C3 Rally2      |
| 21                   | Oliver Solberg       | Elliott Edmondson          | Škoda Fabia RS Rally2  |
| 22                   | Nikolay Gryazin      | FIA Konstantin Aleksandrov | Citroën C3 Rally2      |
| 23                   | Nicolas Ciamin       | Yannick Roche              | Hyundai i20 N Rally2   |
| 24                   | Pepe López           | David Vázquez Liste        | Ford Fiesta Rally2     |
| 25                   | Sami Pajari          | Enni Mälkönen              | Toyota GR Yaris Rally2 |
| 26                   | Lauri Joona          | Janni Hussi                | Škoda Fabia RS Rally2  |
| 27                   | Georg Linnamäe       | James Morgan               | Toyota GR Yaris Rally2 |
| 28                   | Kajetan Kajetanowicz | Maciej Szczepaniak         | Škoda Fabia RS Rally2  |

Anmerkung: Insgesamt haben sich 81 Fahrzeuge in verschiedenen Klassen eingeschrieben.

## Klassifikationen

### WRC Rally1
| Position | Position | Nr. | Fahrer           | Co-Pilot         | Auto                   | Zeit      | Rückstand | Punkte  | Punkte  | Punkte     | Punkte |
| Rally1   | Gesamt   | Nr. | Fahrer           | Co-Pilot         | Auto                   | Zeit      | Rückstand | Samstag | Sonntag | Powerstage | Total  |
| -------- | -------- | --- | ---------------- | ---------------- | ---------------------- | --------- | --------- | ------- | ------- | ---------- | ------ |
| 1        | 1        | 8   | Ott Tänak        | Martin Järveoja  | Hyundai i20 N Rally1   | 3:06:05.6 |           | 15      | 6       | 4          | 25     |
| 2        | 2        | 17  | Sébastien Ogier  | Vincent Landais  | Toyota GR Yaris Rally1 | 3:06:05.8 | 0:00.2    | 18      | 4       | 0          | 22     |
| 3        | 3        | 6   | Dani Sordo       | Cándido Carrera  | Hyundai i20 N Rally1   | 3:08:31.4 | 2:25.8    | 13      | 3       | 0          | 16     |
| 4        | 4        | 33  | Elfyn Evans      | Scott Martin     | Toyota GR Yaris Rally1 | 3:08:43.4 | 2:37.8    | 10      | 5       | 3          | 18     |
| 5        | 5        | 13  | Grégoire Munster | Louis Louka      | Ford Puma Rally1       | 3:12:48.5 | 6:42.9    | 8       | 0       | 0          | 8      |
| 6        | 15       | 16  | Adrien Fourmaux  | Alexandre Coria  | Ford Puma Rally1       | 3:22:49.0 | 16:43.4   | 0       | 1       | 2          | 3      |
| 7        | 35       | 18  | Takamoto Katsuta | Aaron Johnston   | Toyota GR Yaris Rally1 | 3:47:33.7 | 41:28.1   | 0       | 2       | 1          | 3      |
| 8        | 41       | 11  | Thierry Neuville | Martijn Wydaeghe | Hyundai i20 N Rally1   | 3:56:18.2 | 50:12.6   | 0       | 7       | 5          | 12     |

### WRC Rally2
| Position | Position | Nr. | Fahrer       | Co-Pilot              | Auto                   | Zeit      | Rückstand | Punkte | Punkte |
| Rally2   | Gesamt   | Nr. | Fahrer       | Co-Pilot              | Auto                   | Zeit      | Rückstand | Rally2 | Gesamt |
| -------- | -------- | --- | ------------ | --------------------- | ---------------------- | --------- | --------- | ------ | ------ |
| 1        | 6        | 25  | Sami Pajari  | Enni Mälkönen         | Toyota GR Yaris Rally2 | 3:13:19.0 |           | 25     | 6      |
| 2        | 7        | 20  | Yohan Rossel | Benjamin Boulloud     | Citroën C3 Rally2      | 3:13:51.3 | 32.3      | 18     | 4      |
| 3        | 8        | 31  | Jan Solans   | Rodrigo S. De Eusebio | Toyota GR Yaris Rally2 | 3:13:58.3 | 39.3      | 15     | 3      |

Anmerkung: Insgesamt haben sich 68 Fahrzeuge von 81 gestarteten klassiert.

## Wertungsprüfungen
Zeitzone MESZ
| Datum   | Start         | Nr.                | WP                                   | Länge              | Gewinner                                                                            | Zeit                            | Leader          |
| ------- | ------------- | ------------------ | ------------------------------------ | ------------------ | ----------------------------------------------------------------------------------- | ------------------------------- | --------------- |
| 31. Mai | 08:01         | —                  | Ittiri (Shakedown)                   | 2,08 km            | Thierry Neuville                                                                    | 02:13.7                         |                 |
| 31. Mai | 14:33         | WP1                | Osilo – Tergu 1                      | 25,65 km           | Sébastien Ogier                                                                     | 17:18.6                         | Sébastien Ogier |
| 31. Mai | 15:33         | WP2                | Sedini – Castelsardo 1               | 13,26 km           | Ott Tänak                                                                           | 09:57.9                         | Sébastien Ogier |
| 31. Mai | 17:33         | WP3                | Osilo – Tergu 2                      | 25,65 km           | Sébastien Ogier                                                                     | 16:43.9                         | Sébastien Ogier |
| 31. Mai | 18:35         | WP4                | Sedini – Castelsardo 2               | 13,26 km           | Thierry Neuville                                                                    | 09:32.9                         | Sébastien Ogier |
| 31. Mai | 20:25 – 21:10 | Service A, Alghero | Service A, Alghero                   | Service A, Alghero | Service A, Alghero                                                                  | Service A, Alghero              | Sébastien Ogier |
| 1. Juni | 07:41         | WP5                | Tempio Pausania 1                    | 12,03 km           | Ott Tänak                                                                           | 09:52.1                         | Ott Tänak       |
| 1. Juni | 08:49         | WP6                | Tula 1                               | 22,61 km           | Sébastien Ogier                                                                     | 19:03.7                         | Sébastien Ogier |
| 1. Juni | 10:41         | WP7                | Tempio Pausania 2                    | 12,03 km           | Thierry Neuville                                                                    | 09:37.5                         | Ott Tänak       |
| 1. Juni | 11:49         | WP8                | Tula 2                               | 22,61 km           | Ott Tänak                                                                           | 18:46.4                         | Ott Tänak       |
| 1. Juni | 13:32 – 13:47 | Reifenservice      | Reifenservice                        | Reifenservice      | Reifenservice                                                                       | Reifenservice                   | Ott Tänak       |
| 1. Juni | 14:10         | WP9                | Monte Lerno – Monti di Ala 1         | 25,33 km           | Sébastien Ogier                                                                     | 15:13.1                         | Sébastien Ogier |
| 1. Juni | 15:10         | WP10               | Coiluna – Loelle 1                   | 14,53 km           | Sébastien Ogier                                                                     | 09:11.3                         | Sébastien Ogier |
| 1. Juni | 17:10         | WP11               | Monte Lerno – Monti di Ala 2         | 25,33 km           | Sébastien Ogier                                                                     | 15:01.6                         | Sébastien Ogier |
| 1. Juni | 18:10         | WP12               | Coiluna – Loelle 2                   | 14,53 km           | Elfyn Evans                                                                         | 09:03.6                         | Sébastien Ogier |
| 1. Juni | 20:37 – 21:22 | Service B, Alghero | Service B, Alghero                   | Service B, Alghero | Service B, Alghero                                                                  | Service B, Alghero              | Sébastien Ogier |
| 2. Juni | 08:00         | WP13               | Cala Flumini 1                       | 12,55 km           | Thierry Neuville                                                                    | 08:06.5                         | Sébastien Ogier |
| 2. Juni | 09:05         | WP14               | Sassari – Argentiera 1               | 7,10 km            | Thierry Neuville                                                                    | 05:01.4                         | Sébastien Ogier |
| 2. Juni | 11:00         | WP15               | Cala Flumini 2                       | 12,55 km           | Ott Tänak                                                                           | 07:54.6                         | Sébastien Ogier |
| 2. Juni | 12:15         | WP16               | Sassari – Argentiera 2 (Power Stage) | 7,10 km            | 1. Thierry Neuville 2. Ott Tänak 3. Elfyn Evans 4. Adrien Fourmaux Takamoto Katsuta | 04:55.0 04:57.4 05:01.5 05:01.9 | Ott Tänak       |